# Virginia Andreescu Haret
Virginia Andreescu Haret (Bukarest, 1894. június 21. – Bukarest, 1962. május 6.) román építész; az első nő, aki építészi oklevelet szerzett Romániában.

## Élete
Maria Virginia Andreescu 1894. június 21-én született Bukarestben. Nagybátyja Ion Andreescu festő volt. Kilencéves volt, amikor meghalt édesanyja, ezt követően három testvérét kellett gondoznia. Magánúton tanult, és 1912-ben érettségizett a Mihai Viteazul Líceumban. Beiratkozott a bukaresti Építészeti Főiskolára, és 1919-ben ő volt az első nő, aki építészi oklevelet szerzett Építészeti tanulmányaival párhuzamosan a Szépművészeti Akadémia előadásait is hallgatta, ahol Ipolit Strâmbu tanítványa volt. 1920-ban Strâmbu kiállítást szervezett Andreescu rajzaiból, vázlataiból és akvarelljeiből. A rendezvénynek jó volt a visszhangja, és a Műemlékbizottság a kiállított 66 munkából 28-at megvásárolt állandó kiállításra, további nyolcat pedig az akadémia vett meg.
1922-ben tanulmányutat tett a Szerb-Horvát-Szlovén Királyságban; az erről írt beszámolóját az Artele Frumoase című folyóirat tette közzé. A műemlékbizottságtól a műveiért kapott pénzzel Olaszországba utazott, hogy tanulmányait Rómában egészítse ki. Másfél évig tanult Gr. Bargelini professzornál, közben rajzolóként régészeti ásatásokon is dolgozott, hogy megértse a hagyományos építési módszereket. Az akkor népszerű olasz novecento hatása érezhető későbbi munkáin. 1923 második felében tért vissza Romániába, és a Műszaki Oktatás Minisztériumában dolgozott egészen 1947-es nyugdíjba vonulásáig. 1928-ban kötött házasságot Spiru I. Harettel, (1892-1970), Spiru C. Haret matematikus unokaöccsével. Egy gyermekük született, Radu, aki mérnöki pályára lépett.
Munkásságának legtermékenyebb részét a két világháború között fejtette ki. Munkái között vannak a Gheorghe Şincai Líceum (1924-1928), a Cantemir Vodă Líceum egyik szárnya (1926-1929), a govorai kaszinó (1928-1929), valamint számos lakó- és középület. Stílusa felöleli az összes román építészeti stílust, a klasszikustól a modernig. Saját háza art déco stílusú. Miután negyven épületet fejezett be, kinevezték építészeti főfelügyelőnek; ezzel ő lett az első román nő, aki ezt a tisztséget betöltötte. Számos nemzetközi konferencián és kongresszuson képviselte az országot. Nicolae Ghica-Budești-tel közösen írt egy négykötetes művet az építészet történetéről, számos akvarellel.

## Művei

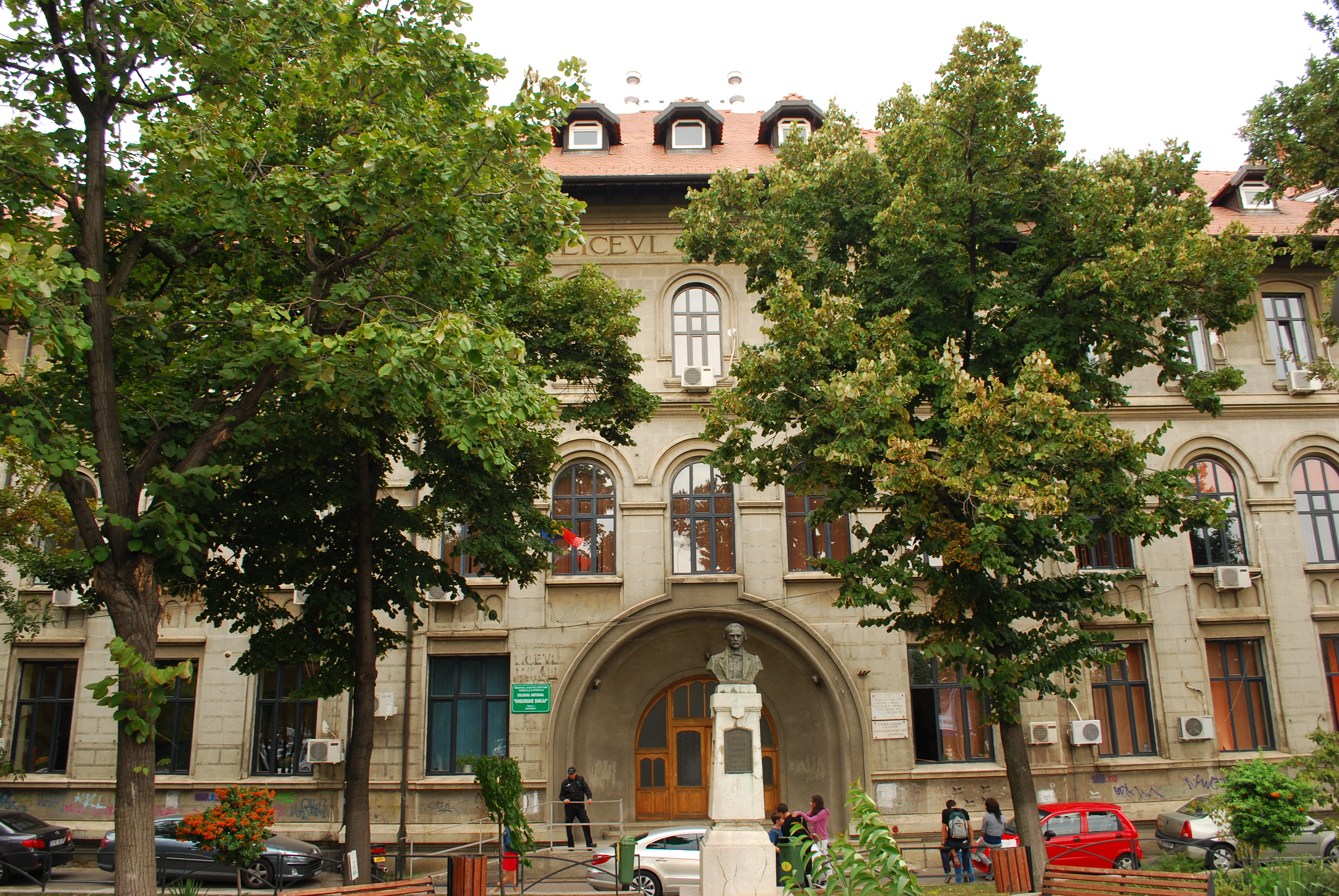
Gheorghe Şincai Főgimnázium

- 1923, Nicu Stănescu villa, Strada Paris 43.[8]
- 1923, Dionisie Germani villa, Strada Paris 45.[9]
- 1923-1927, A Tinerimea Românǎ Társaság palotája, Strada Johann Guttenberg 19.[10]
- 1924-1928, Gheorghe Şincai Főgimnázium[2]
- 1924-1928 Apartmanház, Strada Frumoasă 50-56.[11]
- 1924, Gongopol épület, Strada Icoanei 40.[12]
- 192?, I. Catuniari villa, Strada Washington 30.[13]
- 1925, Papiniu villák, Strada Roma 54 és 56.[14]
- 1925, Dimitrie Cantemir Líceum, Bulevardul Dacia 117.[15]
- 1926, P.Leibovici villa, Intrarea Spătarului 5.[16]
- 1926, Spiru Haret-Gold villa, Intrarea Spătarului 8.[17]
- 1926, Societatea Locuințe Ieftine lakóháza, Bulevardul Hristo Botev 1.[18]
- 1926-1929, Cantemir Vodă Líceum szárnya[2]
- 1927, Ziarul Universul villa, Strada Madrid 5.[19]
- 1927-1934, Szentháromság Templom, Ghencea. Jean Pompiliannal közösen[20]
- 1927, Carol Davila Orvosi Egyetem antropológiai kutatóközpontja, Bulevardul Eroli Sanitari 8.[21]
- 1928-1929, Kaszinó, Govora[7]
- 1928, Cezar Goliel ezredes villa, #16 Strada Mihail Obedenaru 16.[22]
- 1928, Ianculescu (Rosetti) villa, Strada Povernei 1-3.[23]
- 1928, Banca Viticolă borháza és lakóépületei, Strada Petru Rareş 17-21.[24]
- 1928, Augustin Opran villa, Strada Alexandru Philippide 15.[25]
- 1929, Dr. Nicolae Gheorghe Lupu villa, Bulevardul Dacia 41.[26]
- 1929, Hét villa a Casa de Depuneri şi Consemanaţiuni tisztviselői számára, Strada Theodor Burada 2-10.[27]
- 1930, Steinberg villa, Strada Dr. Joseph Lister 31.[28]
- 1930, Georgescu villa, Strada Dr. Louis Pasteur 41.[29]
- 1930, Prof. Popsecu and Iosif Gavrea villa, Strada Mihail Obedenaru 6 és 6a.[30]
- 1931, Virginia és Spiru Haret villa, Bulevardul Lascăr Catargiu 14.[31]
- 1932, Radu és Elena Perianu villa, Bulevardul Eroilor 18.[32]
- 1933, Viorica és Gheorghe Rujinski villa, Strada Berzei 22.[33]
- 1935, Nistor villa, Strada Dr. Anibal Theohari 17.[34]
- 1935, Iuraşcu villa, Strada Emanoil Porumbaru 24.[35]
- 1935, Panait Mazilu villa, Strada Popa Savu 76.[36]
- 1936, Constantinescu villa, Intrarea Bitolia 11.[37]
- 1937, Dumitru Stoica villa, Strada Veronica Micle 27.[38]
- 1942, Constanţa és Ioan G. Haret villa, Strada Jean Texier 7.[39]

## Fordítás
Ez a szócikk részben vagy egészben  a   Virginia Andreescu Haret című angol Wikipédia-szócikk ezen változatának fordításán alapul.  Az eredeti cikk szerkesztőit annak laptörténete sorolja fel. Ez a jelzés csupán a megfogalmazás eredetét és a szerzői jogokat jelzi, nem szolgál a cikkben szereplő információk forrásmegjelöléseként.